# Eugène Thivier
Eugène Thivier (Parigi, 1845 – Parigi, 1920) è stato uno scultore francese, vicino al movimento simbolista.

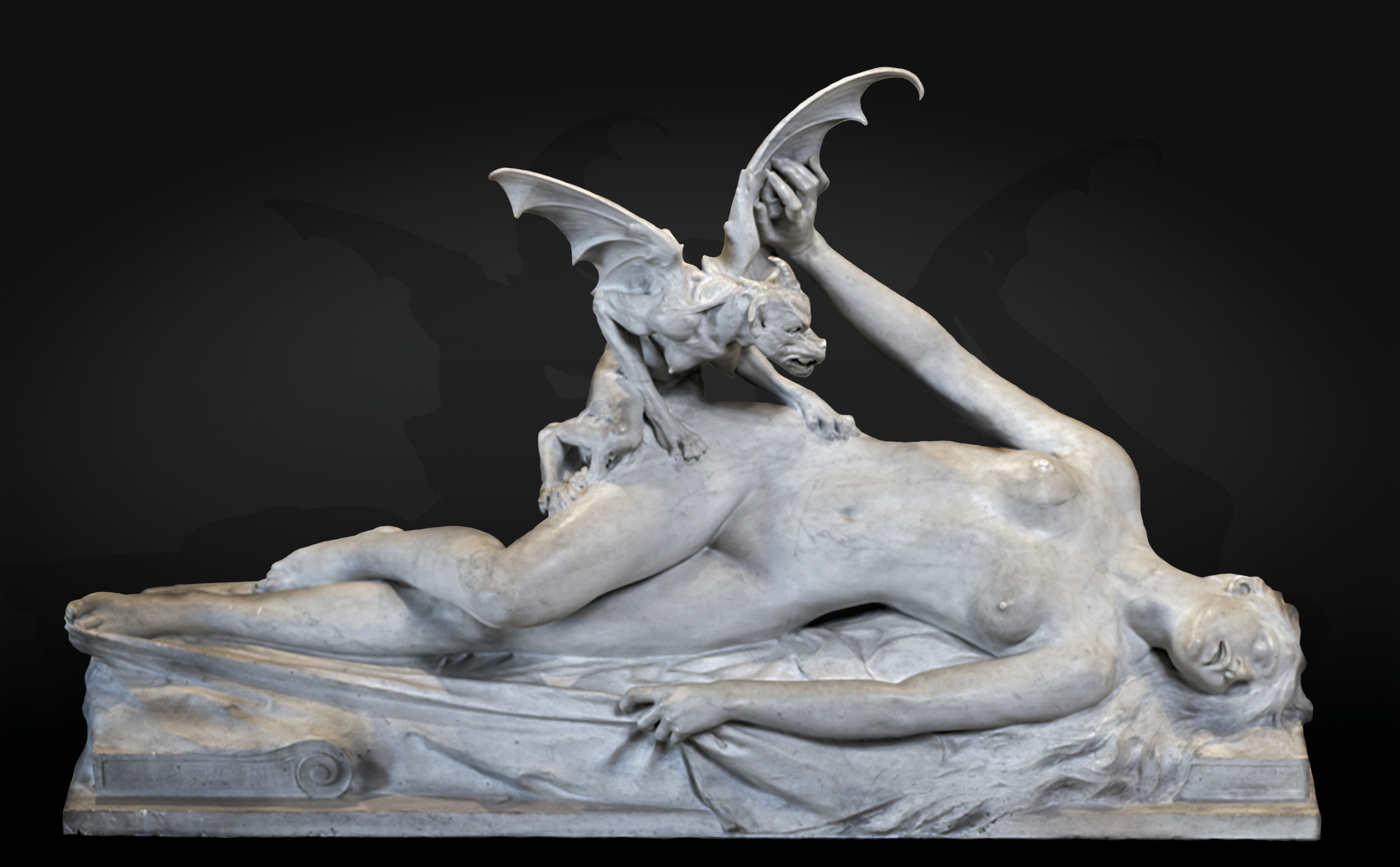
L'incubo Musée des Augustins

La sua opera più nota è probabilmente L'incubo, conservato al Musée des Augustins a Tolosa.